# Cyclodinus salinus salinus
Cyclodinus salinus salinus é uma subespécie de insetos coleópteros polífagos pertencente à família Anthicidae.
A autoridade científica da subespécie é Crotch, tendo sido descrita no ano de 1866.
Trata-se de uma subespécie presente no território português.